# Marginal Tietê
Marginal Tietê (oficialmente denominada SP-15) es el nombre dado a una autopista formada por un conjunto de avenidas que se transforman físicamente en solamente una y que bordea gran parte del recorrido del Río Tieté en la ciudad de São Paulo, Brasil.
La Marginal Tietê es una importante vía de tráfico, que une las regiones oeste, norte y este de la ciudad, conectando la región de Lapa con la región de Penha, siendo una vía de acceso a las autopistas Castelo Branco, Anhangüera, Bandeirantes, Presidente Dutra, Fernão Dias y Ayrton Senna, y también con el Aeropuerto Internacional de São Paulo.
En ella están situados el Complejo Anhembi, formado por el pabellón de eventos y exposiciones más grande de América Latina, el Sambódromo de Anhembi, Arena Skol Anhembi, Palácio de las Convenciones, Auditório Elis Regina y el Hotel Holiday Inn. En ella se sitúa también la Terminal de Ómnibus Tietê, la segunda terminal de ómnibus más grande en el mundo, además del Aeropuerto Campo de Marte.

## Calles y avenidas
Las avenidas que forman la marginal son:
- Av. Marginal Direita do Tietê
- Av. Otaviano Alves de Lima
- Av. Assis Chateaubriand
- Av. Condessa Elizabeth Robiano
- Av. Morvan Dias de Figueiredo
- Av. Embaixador Macedo Soares
- Av. Presidente Castelo Branco

## La Nueva Marginal Tietê
El 4 de junio de 2009 fueron iniciadas las obras de ampliación de la Marginal Tietê. El 27 de marzo de 2010 fue inaugurada la primera etapa del proyecto Nova Marginal Tietê, con 3 nuevos carriles y 23 km de pistas en cada sentido. Durante el año 2010 la obra avanzó con el trabajo de señalización, iluminación y nuevos puentes y viaductos. La obra deberá estar totalmente completa antes de finalizado el primer semestre del 2011, con el puente colgante, parte final del Complejo Bandeiras, que unirá la Avenida do Estado con la Marginal Tietê en sentido de la Autopista Castelo Branco. Con la ampliación se espera una reducción en el tiempo de viaje por la via expresa en un 33%.

## Puentes

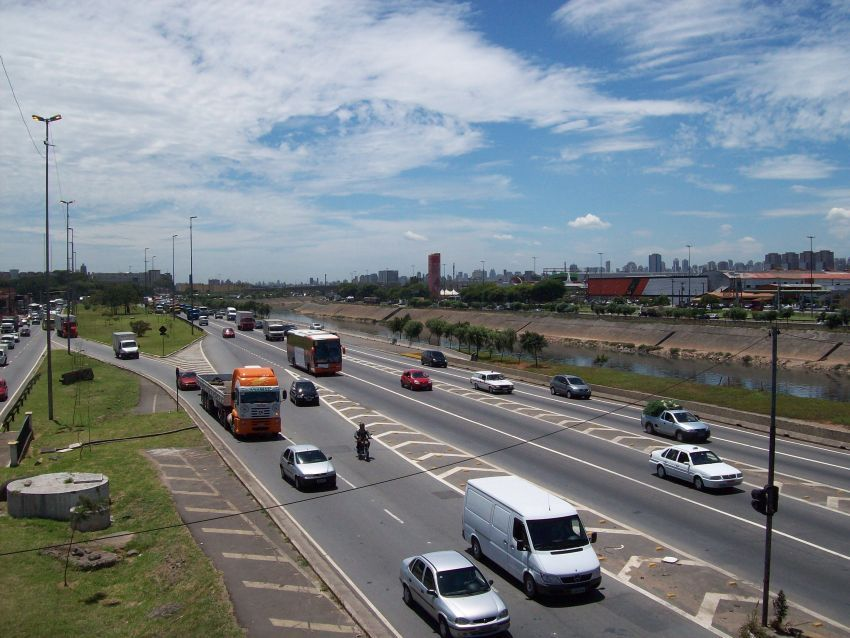
Pista expresa de la marginal.

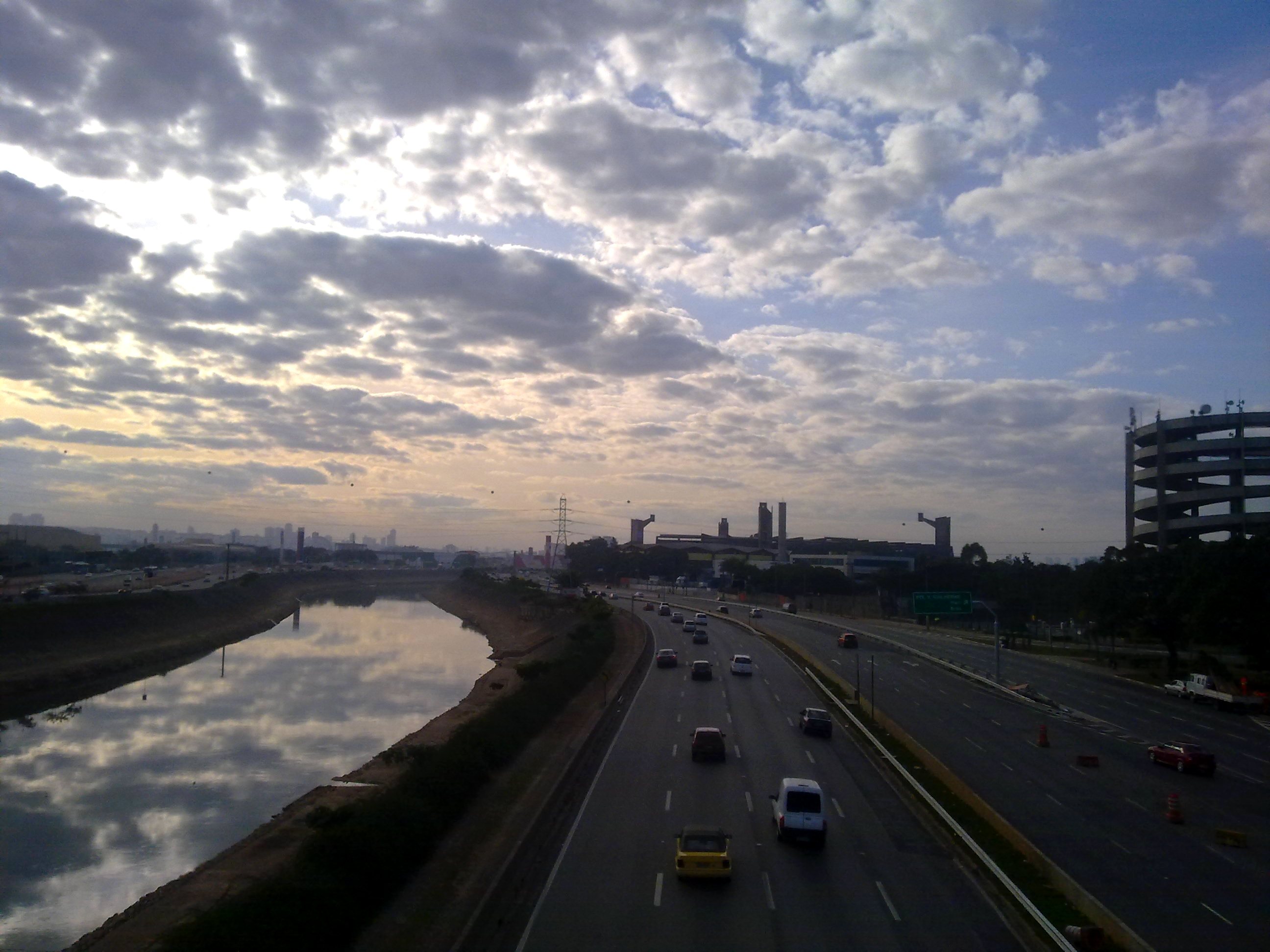
Marginal y Rio Tietê, ambos vistos del Puente Cruzeiro do Sul.

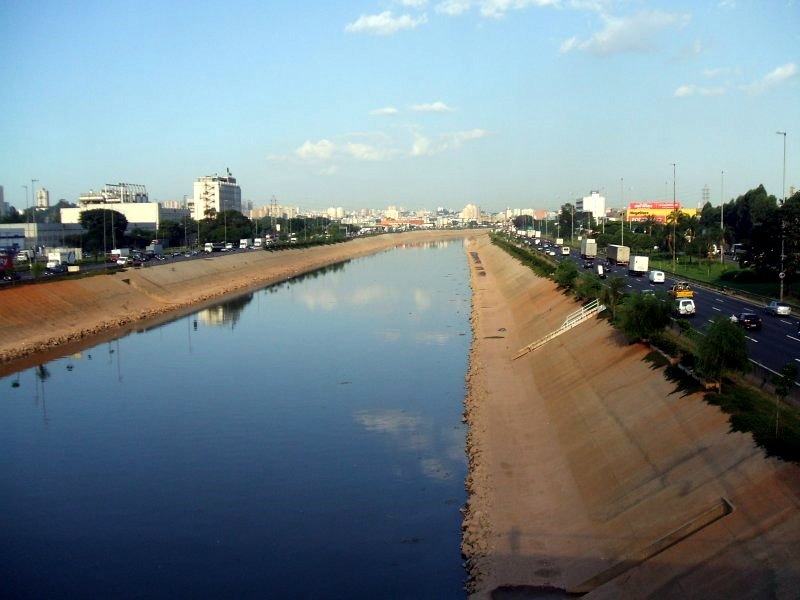
Río Tieté.

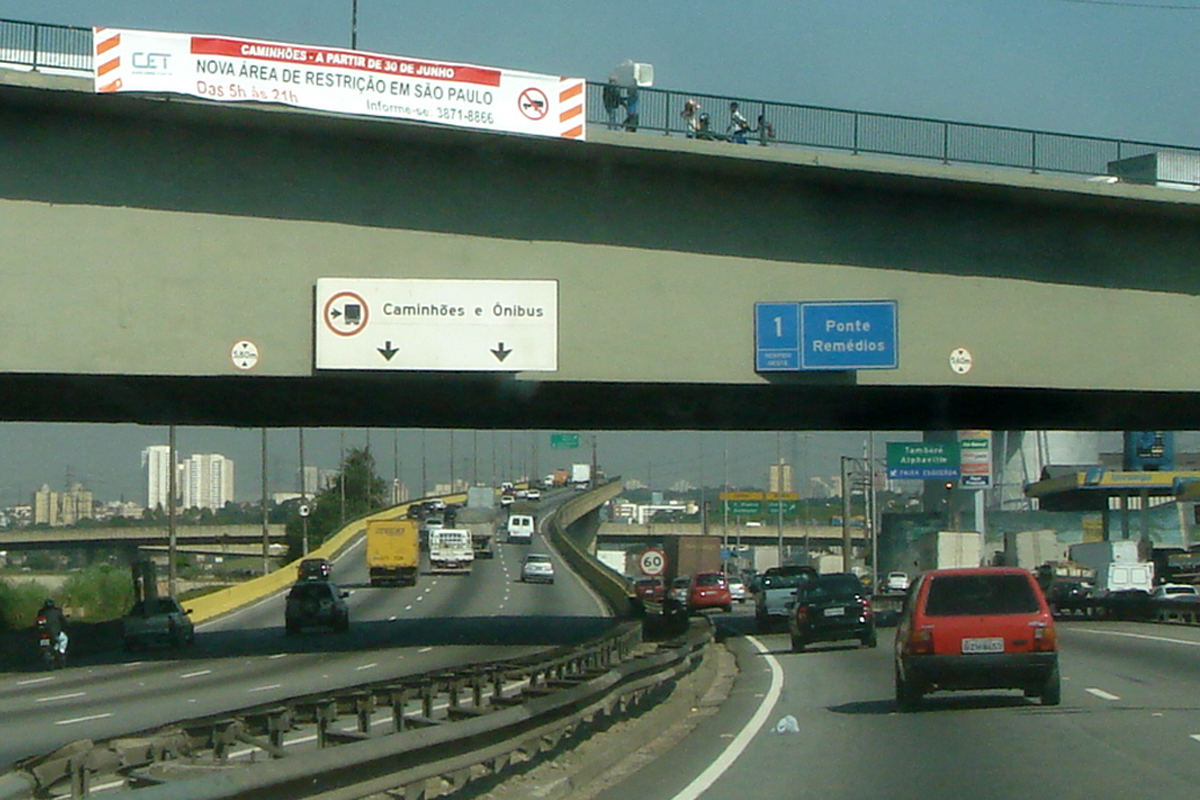
Puente dos Remédios, en el inicio de la Marginal Tietê.

Los puentes que componen la Marginal Tietê en sentido oeste-este, son:
| Principales accesos | Vía al Sur                                                               | Puente                                                    | Vía al Norte                                        | Principales accesos                                                                               |
| Zona Sur, autopistas Anchieta, Imigrantes, R. Tavares, R. Bittencourt                                                                             | Marginal Pinheiros                                                       | Complexo Viário Heróis de 1932 (Cebolão)                  | Castelo Branco                                      | Alphaville, Osasco, Barueri, Rodoanel                                                             |
| Vila Leopoldina, Alto de Pinheiros | Rua Major Paladino                                                       | 1 Puente dos Remédios                                     | Av. dos Remédios                                    | Vila Jaguara, Vila dos Remédios, Osasco                                                           |
| Lapa, Vila Anastácio | Rua Monte Pascal Av. Brig. Gavião Peixoto                                | 3 Puente Atílio Fontana (Puente Anhanguera)               | Anhanguera                                          | Perus, Jundiaí, Campinas, Piracicaba, São Carlos, São José do Rio Preto, Ribeirão Preto, Brasília |
| | Marginal Tietê                                                           | 4 Puente Ulysses Guimarães (Puente Rod. dos Bandeirantes) | Bandeirantes                                        | Jundiaí, Campinas, Piracicaba, São Carlos, São José do Rio Preto, Ribeirão Preto, Brasilia        |
| Lapa, Barra Funda, ABC Paulista | Estación Lapa                                                            | Puente nueva Fepasa                                       | Estación Piqueri                                    | Pirituba, Franco da Rocha, Jundiaí                                                                |
| Lapa de Baixo | Av. Ermano Marchetti Av. Mq. de São Vicente                              | 5 Puente de Piqueri                                       | Av. General Edgar Facó                              | Pirituba, Freguesia do Ó                                                                          |
| Lapa de Baixo | Av. Comendador Martinelli                                                | 7 Puente Freguesia do Ó                                   | Av. Inajar de Souza                                 | Freguesia do Ó                                                                                    |
| Pompéia, Pinheiros | Av. Nicolas Böer Av. Pompéia                                             | 8 Puente Júlio de Mesquita Neto                           | Rua Domingos Marchetti Rua Jacofer                  | Limão                                                                                             |
| Barra Funda, Água Branca, Perdizes, Sumaré, Terminal Barra Funda                                                                                  | Av. Ordem e Progresso Av. Antártica Av. Sumaré                           | 9 Puente Limão                                            | Av. Ordem e Progresso Av. Eng. Caetano Álvares      | Limão, Casa Verde                                                                                 |
| Barra Funda, Santa Cecília, Pacaembu, Consolação, Bom Retiro, Avenida Paulista, Centro                                                            | Av. Abraão Ribeiro Av. Rudge Av. Pacaembu Av. Rio Branco                 | 10 Puente Casa Verde                                      | Av. Brás Leme                                       | Casa Verde                                                                                        |
| Centro, Av. 23 de Maio, Ibirapuera, Aeropuerto de Congonhas                                                                                       | Av. Santos Dumont Av. Tiradentes Av. 23 de Maio                          | 13 Puente de las Bandeiras                                | Av. Santos Dumont                                   | Santana, Campo de Marte                                                                           |
| Centro, Ipiranga, ABC Paulista, Santos | Av. do Estado Av. Ricardo Jaffet Anchieta Imigrantes                     | 14 Puente Cruzeiro do Sul                                 | Av. Cruzeiro do Sul                                 | Pabellón Anhembi, Sambódromo, Santana, Tucuruvi, Terminal Tietê                                   |
| Pari, Brás | Av. Carlos de Campos                                                     | 15 Puente Vila Guilherme                                  | Rua dos Machados Av. Joaquina Ramalho               | Vila Guilherme                                                                                    |
| Cambuci, Belém | Rua Jequitinhonha                                                        | 17 Puente Presidente Jânio Quadros (Puente Vila Maria)    | Av. Guilherme Cotching Av. Nadir Dias de Figueiredo | Vila Maria, Vila Medeiros                                                                         |
| | Marginal Tietê                                                           | 18-A y 18-B Puente Presidente Dutra                       | Dutra                                               | Guarulhos, Aeropuerto Internacional, São José dos Campos, Rio de Janeiro                          |
| Tatuapé, Vila Prudente, Santos | Av. Salim Farah Maluf Av. Luís Inácio de Anhaia Melo Anchieta Imigrantes | 18-C Puente Tatuapé                                       | Dutra                                               | Guarulhos, Aeropuerto Internacional, São José dos Campos, Rio de Janeiro                          |
| São Mateus, Vila Formosa, Itaquera | Av. Aricanduva                                                           | 21 Puente Aricanduva - Dr. Miguel Arraes                  | Fernão Dias                                         | Cantareira, Mairiporã, Atibaia, Belo Horizonte                                                    |
| Penha, Cangaíba | Av. Governador Carvalho Pinto                                            | 22 Puente Gral. Milton Tavares de Souza                   | Fernão Dias                                         | Cantareira, Mairiporã, Atibaia, Belo Horizonte                                                    |
| Cangaíba, Penha | Av. Gabriela Mistral Av. Dr. Assis Ribeiro                               | 23 Puente Inmigrante Nordestino                           | Av. Guarulhos                                       | Guarulhos                                                                                         |
| Ayrton Senna Aeropuerto Internacional, Mogi das Cruzes, Rodovia Dom Pedro I, Jacareí, São José dos Campos, Taubaté, Litoral Norte, Rio de Janeiro |                                                                          |                                                           |                                                     |                                                                                                   |